# Климен (сын Пресбона)
Климен (др.-греч. Κλύμενος «знаменитый») — персонаж древнегреческой мифологии. Сын Пресбона (сына Фрикса), царь Орхомена после смерти Орхомена. Либо сын Орхомена. В Онхесте на священном участке Посейдона его смертельно ранил возничий Менекея Периер. Климен просил сына Эргина отомстить фиванцам за его смерть Сыновья Эргин, Стратий, Аррон, Пилей, Азей. По другим, несколько фиванцев убили его на празднике Посейдона Онхестия.